# フィリップ・ワックスマン
フィリップ・ワックスマン（Philipp Wachsmann、1944年8月5日 - ）は、ウガンダのカンパラ生まれであるアフリカのアヴァンギャルド・ジャズ/フュージョン・ヴァイオリニスト。おそらく自身のグループ、チェンバーポットを結成したことでよく知られている。彼は、トニー・オクスレイ、フレッド・ヴァン・ホーフ、バリー・ガイ、デレク・ベイリー、ポール・ラザフォードなど、フリー・ジャズのイディオムで数多くのミュージシャンと仕事をしてきた。ワックスマンは、エレクトロニカのイディオムの中で演奏することで特に知られている。

## ディスコグラフィ

### リーダー・アルバム
- Chamberpot (1976年、Bead) ※with リチャード・ベスウィック、サイモン・メイヨ、トニー・レン
- Sparks of the Desire Magneto (1977年、Bead) ※with リチャード・ベスウィック、トニー・レン
- Improvisations Are Forever Now (1978年、Vinyl)
- For Harm (1979年、Bead) ※with ハリー・デ・ウィット
- Hello Brenda! (1981年、Bead) ※with リチャード・ベスウィック
- Writing in Water (1985年、Bead)
- Ellispontos (1986年、J.n.d.)
- The Glider & The Grinder (1987年、Bead) ※with トニー・オクスレイ
- Eleven Years from Yesterday (1988年、Bead)
- Icarus (1995年、FMR)
- Some Other Season (1999年、ECM) ※with ポール・リットン
- August Steps (2000年、Bead) ※with テッポ・ハウタ＝アホ
- Wazahugy (2002年、Sofa)
- The Needles (2002年、Leo) ※with エヴァン・パーカー、テッポ・ハウタ＝アホ
- Refractions in Air (2003年、Bead) ※with マイケル・バンス
- Zero Plus (2003年、Balance Point Acoustics) ※with オーロラ・ジョセフソン、ヤコブ・リンジー、デーモン・スミス、マーティン・ブルーム
- 888 (2003年、FMR) ※with エヴァン・パーカー、ヒュー・デイヴィス、エディ・プレヴォスト
- Apparitions (2004年、Leo) ※with スタン・アドラー、ポール・チョーンシー、ジョン・ロイド、ロブ・パーマー
- Free Zone Appleby 2003 (2004年、psi) ※with トニー・コー、ジョン・エドワーズ、アラン・ハッカーシルヴィア・ハレット、マルシオ・マトス、エヴァン・パーカー、ケニー・ホイーラー
- Startle the Echoes (2004年、Bead) ※with マシュー・ハッチンソン
- Expanded Botanics (2004年、Ninth World Music) ※with ペーター・オーレ・ヨルゲンセン、ジェイコブ・リース
- Free Zone Appleby 2004 (2005年、psi) ※with エヴァン・パーカー、バリー・ガイ、ポール・リットン、ジョエル・ライアン
- Free Zone Appleby 2005 (2006年、psi) ※with エヴァン・パーカー、ケニー・ホイーラー、ジャード・ドゥデック、ポール・ダンモール、ポール・ロジャース、ジョン・エドワーズ、トニー・マーシュ、トニー・レヴィン
- Pacific 2003 (2005年、Bead) ※with マーティン・ブルーム
- Cinc (2006年、Okka Disk) ※with ポール・リットン、ケン・ヴァンダーマーク
- Refugium (2006年、Ninth World Music) ※with ペーター・オーレ・ヨルゲンセン、ジェイコブ・リース
- Free Zone Appleby 2006 (2007年、psi) ※with エヴァン・パーカー、ルディ・マハール、高瀬アキ、アレクサンダー・フォン・シュリッペンバッハ、ポール・ラザフォード、ポール・ローフェンス
- St. Cyprians 3 (2012年、FMR) ※with ハワード・ライリー、トニー・レン
- Gateway '97 (2013年、Creative Sources) ※with ロジャー・ターナー、パット・トーマス、アレクサンダー・フランゲンハイム
- Berlin Kinesis (2015年、Creative Sources) ※with ロジャー・ターナー、パット・トーマス、アレクサンダー・フランゲンハイム
- Alizarin (2015年、Bead) ※with ロジャー・ターナー
- Imagined Time (2016年、Bead) ※with ポール・リットン
- Garuda (2016年、Bead) ※with ローレンス・キャサリー
- A Trust in the Uncertain and a Willingness to Be Exposed (2017年、Found You) ※with エミル・ストランベリ、ステン・サンデル、パトリック・ソーマン
- Reunion Live from Cafe Oto (2017年、FMR) ※with エヴァン・パーカー、ジョン・ラッセル、イアン・ブライトン、マルシオ・マトス、トレヴァー・テイラー

### ISKRA 1903
- Iskra 1903 (1972年、Incus)
- Free Improvisation (1974年、Deutsche Grammophon) ※with ニュー・フォニック・アート、ワイアード
- Iskra Nckpa 1903 (1995年、Maya)
- Frankfurt 1991 (2001年、Emanem)
- Buzz Soundtrack (2002年、Emanem)
- 『チャプターツー』 - Chapter Two: 1981-3 (2006年、Emanem)
- Goldsmiths (2011年、Emanem)
- South On The Northern (2013年、Emanem)

### 参加アルバム
バリー・ガイズ・ロンドン・ジャズ・コンポーザーズ・オーケストラ
- Stringer (Four Pieces for Orchestra) (1983年、FMP)
- Zurich Concerts (1987–88年、Intakt)
- Harmos (1989年、Intakt)
- Double Trouble (1990年、Intakt)
- Study II (1991年、Intakt)
- Theoria (1991年、Intakt)
- Portraits (1993年、Intakt)
- Three Pieces for Orchestra (1995年、Intakt)
- Double Trouble Two (1998年、Intakt)
- Radio Rondo/Schaffhausen Concert (2009年、Intakt)

ポール・リットン
- The Balance of Trade (1996年、CIMP)

ロスコー・ミッチェル
- Composition/Improvisation Nos. 1, 2 & 3 (2004年、ECM)

トニー・オクスレイ
- February Papers (1977年、Incus)

トニー・オクスレイ・セレブレイション・オーケストラ
- The Enchanted Messenger (1995年、Soul Note)

エヴァン・パーカー
- 『トゥオード・ザ・マージンズ』 - Toward the Margins (1996年、ECM)
- Drawn Inward (1998年、ECM)
- Memory/Vision (2002年、ECM)
- Boustrophedon (2004年、ECM)
- The Moment's Energy (2007年、ECM)